# آیزهاویا
آیزهاویا (به انگلیسی: Izhavia) یک شرکت هواپیمایی با کد یاتا I8 است که در تاریخ ۱۹۹۲ میلادی تأسیس شده است.
دفتر مرکزی آیزهاویا در ایژوسک، اودمورتیا، روسیه واقع شده‌است و قطب این شرکت هواپیمایی در فرودگاه ایژفسک قرار دارد و به ۵ مقصد، پرواز مستقیم انجام می‌دهد.